# Tekoma vzpřímená
Tekoma vzpřímená (Tecoma stans), česky též protiha vzpřímená, je teplomilná okrasná rostlina, která je pro atraktivní vzhled svých žlutých trubkovitých květů rozšířena téměř ve všech oblastech zeměkoule, kde neklesá teplota pod bod mrazu.

## Výskyt
Pochází ze subtropických a tropických oblastí Nového světa, od jihu Spojených států amerických až po sever Argentiny. Rostlina byla pro svůj vzhled a nenáročné pěstování rozšířena do Afriky, Jihovýchodní Asie, Austrálie i na ostrovy v Tichomoří, kde zplaněla a stala se obtížným plevelem.
Ve své domovině roste na poměrně neúrodných stanovištích s vápnitou kamenitou půdou, v  roklích, okolo cest a ve světlých lesích s dlouhým obdobím sucha prostřídaným jen nízkými srážkami; pro svou malou náročnost se využívá k zastavení eroze půdy. Naopak v nově osídlených oblastech upřednostňuje výživné, středně vlhké půdy a často je k vidění v okolí lidských sídel kde rychle vytváří souvislé porosty na narušovaných místech. Vyrůstá do nadmořské výšky 1500 m n. m.

## Popis
Nízké stromy nebo husté keře dorůstající do 5 m, zřídka i výše. V tropických oblastech jsou stálezelené a v chladnějších opadávají, snesou pokles teploty jen do -2 °C. Kořeny, z kterých rostlina opětovně obráží, u některých kultivarů přežijí mráz i pod -14 °C. Kůra kmene a starších větví dostává světle hnědou barvu a korkovatí. Na tenkých, nazelenalých větvích vyrůstají vstřícně krátce řapíkaté zpeřené listy až 40 cm dlouhé, jasně zelené a na spodní straně jemně chlupaté. Jsou složené ze 3 až 11 podlouhlých kopinatých nebo eliptických lístků se špičatým vrcholem a pilovitým okrajem. Největší koncový lístek dosahuje délky od 4 do 20 cm a šířky 1 až 6 cm, boční lístky bývají dlouhé 3 až 9 cm a široké 0,8 až 2,5 cm, jejich řapíčky jsou dlouhé do 1 cm.
Nápadné pětičetné oboupohlavné a jen slabě vonné květy mají stopky 4 až 8 mm dlouhé. Vyrůstají na koncích větviček ve vztyčených květenstvích hroznech které bývají až 20květé. Malý kalich je složen ze zelených trojúhlých lístků. Trubkovitá koruna je dlouhá až 6 cm; u báze je úzká, pak se nálevkovitě rozšiřuje a zakončena je překrývajícími se širokými laloky s lemem částečně zvlněným. Korunní lístky jsou barvy žluté, v květní trubce mají 7 načervenalých proužků. V květu jsou 4 chlupaté zakřivené tyčinky dvě a dvě nestejně dlouhé (1,5 až 2 cm) nesoucí čárkovité žluté prašníky a jedna kratší patyčinka délky jen 0,5 cm. Z protáhlého svrchního semeníku vyrůstá asi 2 cm dlouhá čnělka s dvoulaločnou bliznou. Květy opylují včely, motýli a přilétají k nim i kolibříci. Med vyrobený z pylu těchto květů je považován za jedovatý.
Podlouhlé vřetenovité plody jsou hnědé tobolky ve tvaru lusků, na průřezu jsou kulaté a visí ve skupinách. Dosahují délky 16 až 20 cm a šířky jen 0,5 až 1 cm, na koncích jsou zúžené. Tobolky pukající podélně ve švu obsahují množství zploštělých semen, 7 až 9 mm dlouhých, která mají nažloutle bílá blanitá křídla. Ploidie: n = 18.

## Rozmnožování
Tekoma vzpřímená se většinou rozmnožuje čerstvými semeny, která z jara klíčí v písčité půdě do 4 týdnů asi z 85 %. Řízky z polodřevnatých větviček zasazené v létě zakoření při velké vzdušné vlhkosti. Semena nebo přímo mladé rostlinky jsou nabízeny ke koupi zahradnickými závody.

## Význam
Tekoma vzpřímená patří k oblíbeným tropickým rostlinám téměř po celé zeměkouli, v mírném podnebném pásmu (např. v ČR) se vysazuje do kontejnerů a přezimuje při teplotě 5 až 12 °C. Mimo klasické žluté barvy se pěstují také odrůdy kvetoucí oranžově. Květy po opadu vydrží ještě dlouho, než uschnou, vytvářejí pod rostlinou zlatý koberec. Pro omlazení a zvýšení počtů květů ji lze v předjaří seřezávat a tvarovat.
Rozkvetlých květů se používá k ochucení jídel a sirupů, kořene jako náhražky chmele při výrobě piva. Mladé větve a listy jsou alternativním krmivem pro skot a kozy. Dřevo se využívá k výrobě nábytku, luků a kanoi, dobře se opracovává a soustruží, slouží i jako palivo. Z listů se vyrábí insekticidní přípravky proti některým motýlím housenkám. Obsahují také sloučeniny zvané „catnip“, které svou vůní lákají kočkovité, obdobně jako naše šanta kočičí.
Květ rostliny se používá v lidovém léčitelství při léčbě cukrovky, drcená kůra k hojení povrchových ran a kořen při poranění vnitřních orgánů a zažívacích obtížích, odvar z listů slouží k přípravě nervového tonika a mírní alkoholem způsobenou nevolnost. Má však i nepříjemnou vlastnost, šťáva z listů ve větším množství podporuje růst kvasinek kandida bělostná (Candida albicans), které způsobují na pokožce obtížně léčitelnou mykózu.

## Poznámka
Tekoma vzpřímená je oficiální květinou Amerických Panenských ostrovů a národní květinou Bahamských ostrovů.

## Galerie

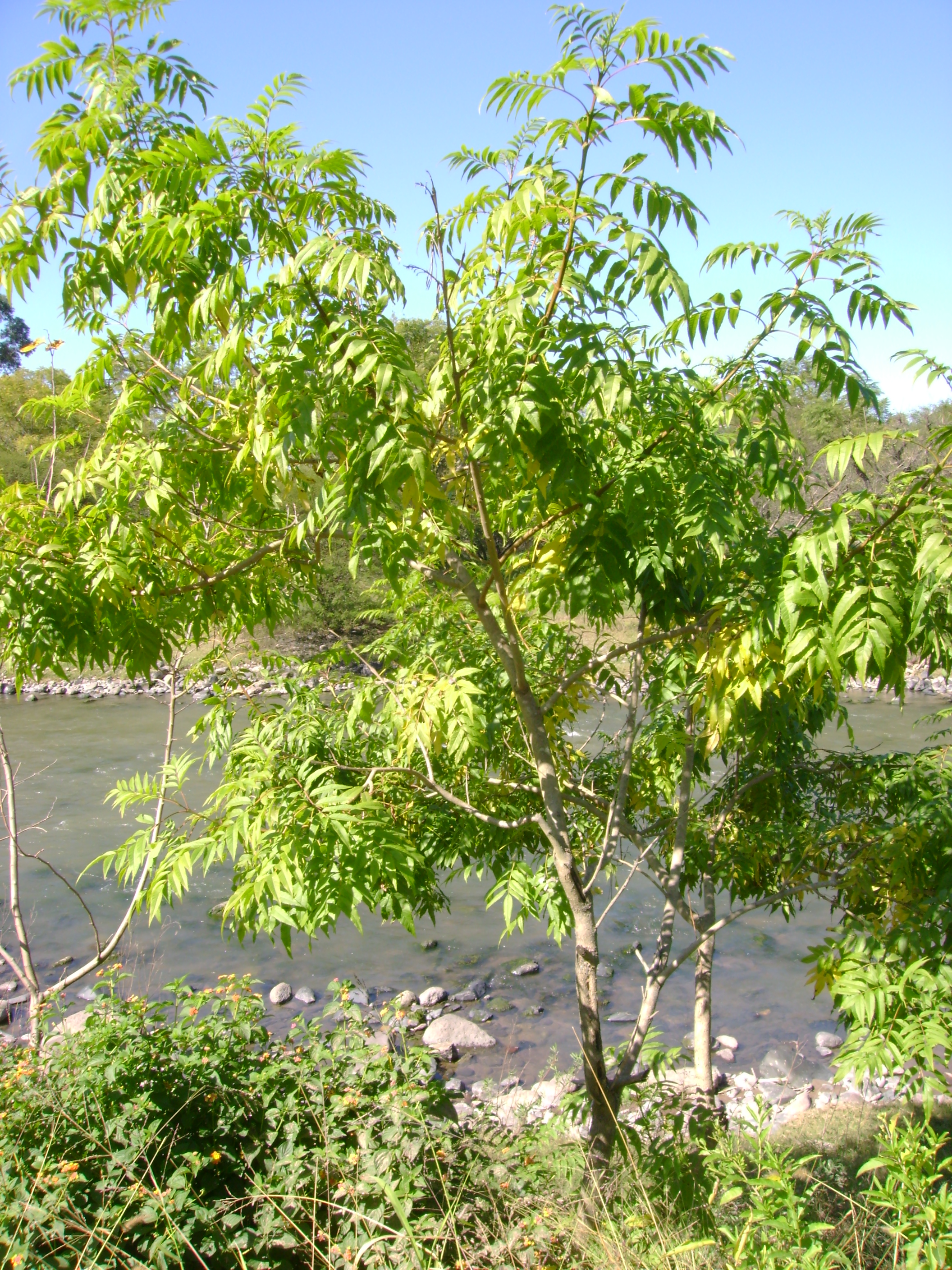
Stromek tekomy vzpřímené
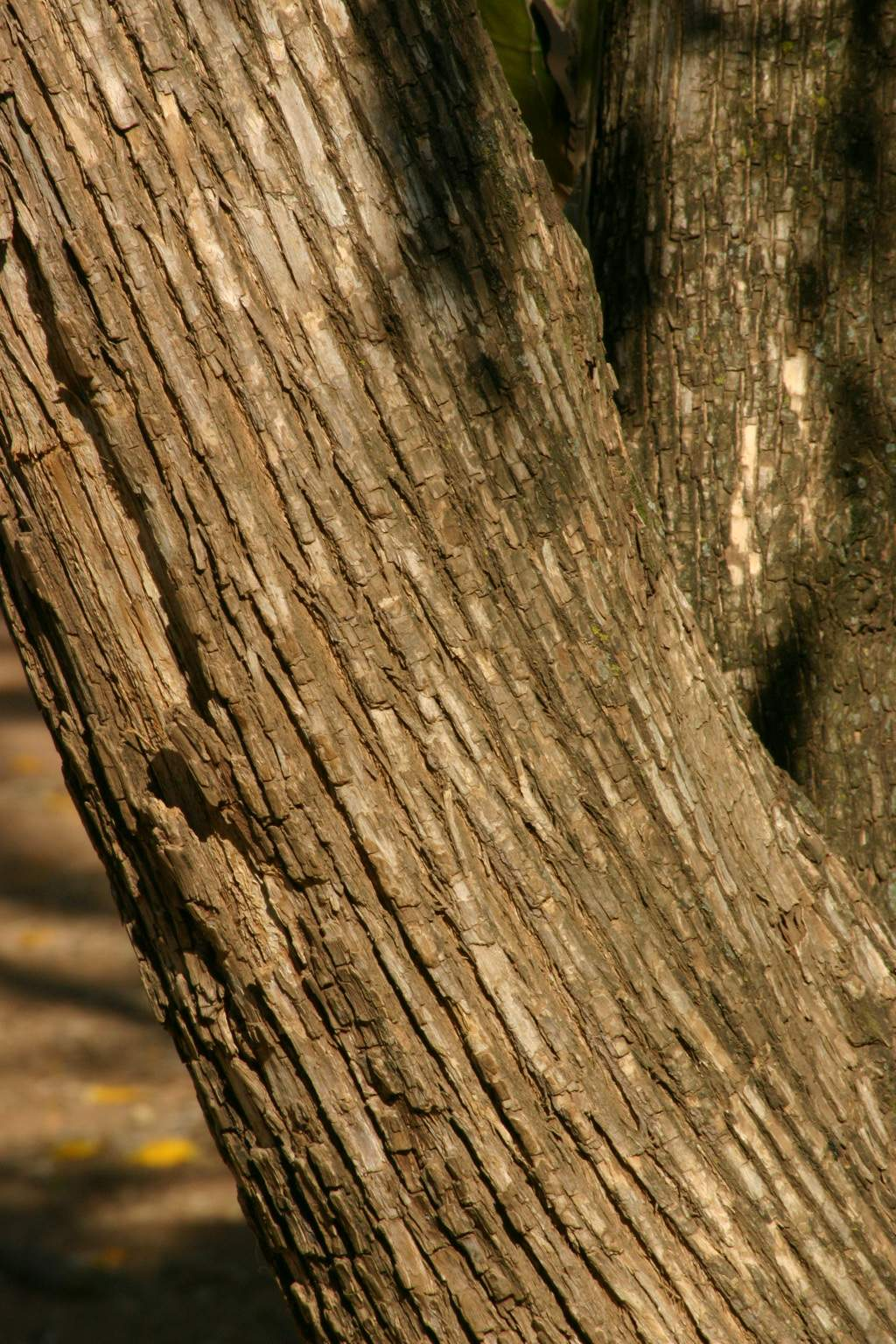
Rozbrázděná kůra kmene
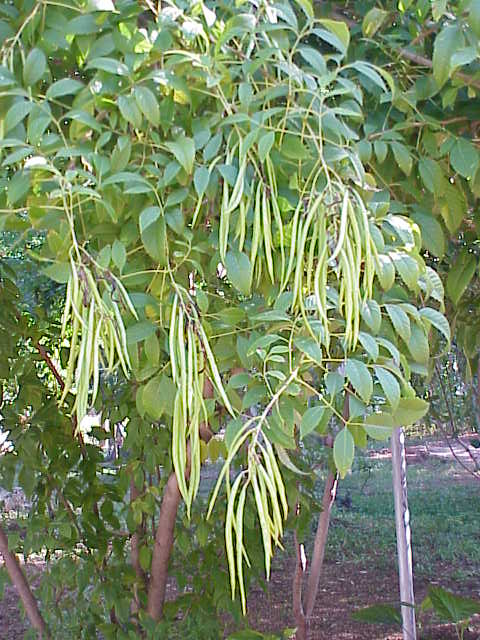
Dozrávající plody
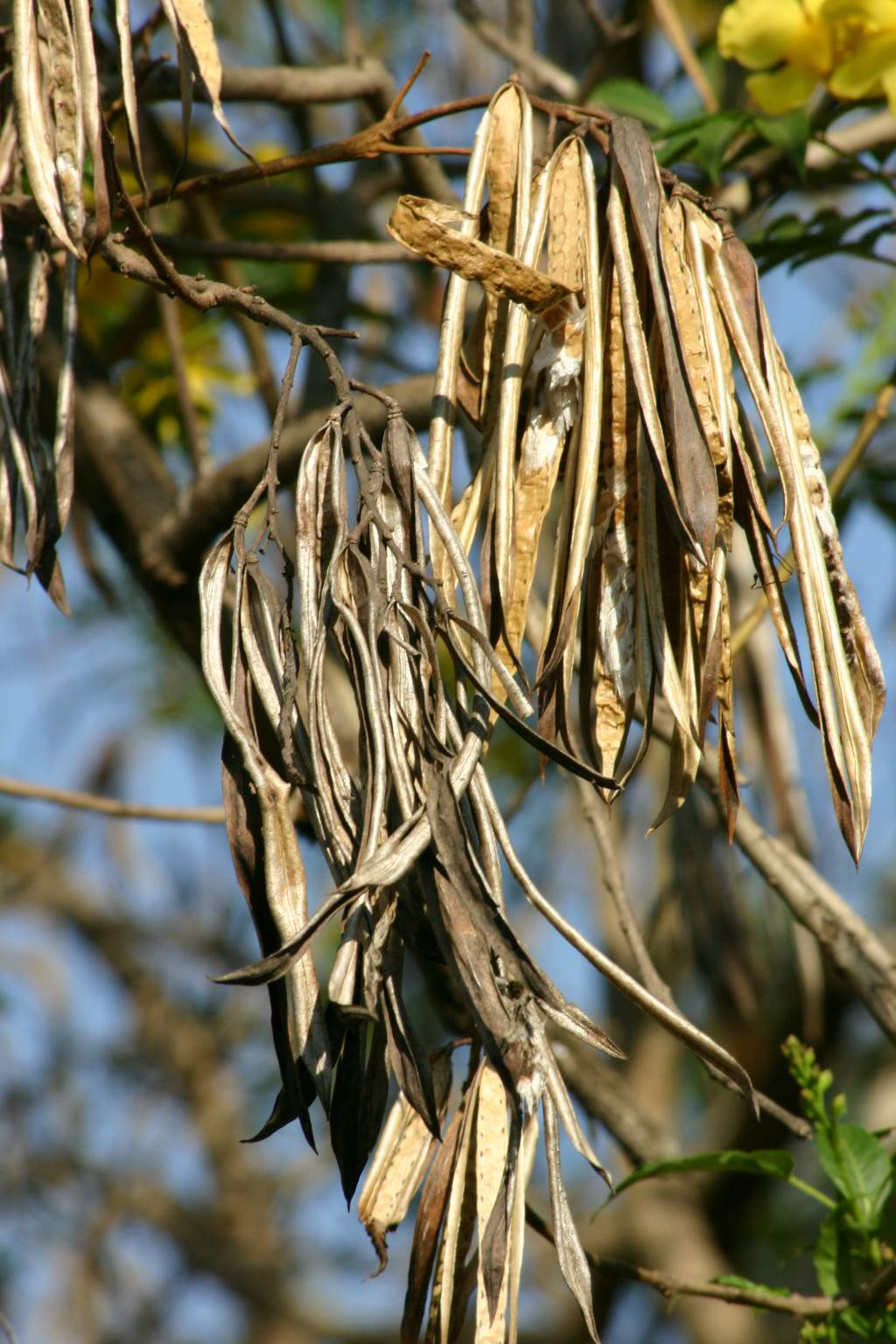
Zralé plody